# 清祜
宗室清祜（1892年11月12日—1930年1月13日，光緒十八年九月二十三日寅時—民國十八年十二月十四日），譜名清福，正紅旗滿洲人，遠支宗室正紅旗第一族恒字輩，二等侍衛慶恕長子，封爵奉恩將軍。清朝官員，官筆帖式。

## 生平
光緒二十八年（1902年），向宗人府呈請報考中學堂、小學堂。
三十二年（1906年），考入高等中學堂，並因家境不佳申請發給津貼。五月，堂兄三等奉國將軍銓福呈請將其子文蘭的八品廕生改廕清祜。
宣統二年（1910年），娶嫡妻特莫忒沁氏。
三年（1911年）三月，由額外筆帖式奉諭在宗人府右司行走。
民國六年（1917年）二月，襲封父親慶恕遺留的奉恩將軍爵位。
十八年十二月十四日（1930年1月13日），卒，年三十七歲。

## 家庭及關聯
- 十二世祖父：清太祖（1559年—1629年）。
- 十二世祖母：清太祖元妃佟佳氏（1560年—1592年）。
- 十一世祖父：禮烈親王代善（1583年—1648年），清太祖皇次子，功封禮親王，諡烈。
- 十一世祖母：葉赫那拉氏，葉赫西城貝勒布寨之女，代善繼福晉。
- 十世祖父：穎毅親王薩哈璘（1604年—1636年），功封貝勒，管理禮部，追封穎親王，諡毅。
- 十世祖母：烏拉那拉氏，烏拉貝勒布占泰之女，薩哈璘嫡福晉。
- 九世祖父：順承恭惠郡王勒克德渾（1629年—1652年），薩哈璘次子，功封順承郡王，管理刑部，諡恭惠。
- 九世祖母：噶爾扎氏，公爵祜里泰之女，勒克德渾側福晉。
- 八世祖父：順承忠郡王諾羅布（1650年—1717年），勒克德渾三子，襲封順承郡王，官至杭州將軍，諡忠。
- 八世祖母：石氏，石達之女，諾羅布側福晉。
- 七世祖父：郡王品級錫保（1688年—1742年），諾羅布四子，封順承親王，官至正黃旗蒙古都統、左宗人、靖邊大將軍，因事革爵。
- 七世祖母：舒舒覺羅氏，三等侯偏圖之女，錫保嫡福晉。
- 六世祖父：順承恪郡王熙良（1705年—1744年），錫保長子，襲封順承郡王，官散秩大臣覺羅學總管，諡恪。
- 六世祖母：納喇氏，侍讀學士色爾登之女，熙良嫡福晉。
- 五世祖父：順承恭郡王泰斐英阿（1728年—1756年），熙良長子，襲封順承郡王，官至正黃旗漢軍都統、左宗正，諡恭。
- 五世祖母：沙濟富察氏，一等公散秩大臣傅文之女，泰斐英阿嫡福晉。
- 高祖父：順承慎郡王恒昌（1753年—1778年），泰斐英阿四子，襲封順承郡王，諡慎。
- 高祖母：馬佳氏，護軍校馬三泰之女，恒昌庶福晉。
- 曾祖父：順承簡郡王倫柱（1772年—1823年），襲封順承郡王，官宗室總族長、十五善射，諡簡。
- 曾祖母：曹氏，曹達善之女，倫柱妾。
- 祖父：春岱（1818年—1883年），考封奉恩將軍，官至保定城守尉。
- 祖母：吳佳氏，嵩慶之女，春岱繼妻。

### 父母
- 父：慶恕（1864年—1916年），繼吳佳氏所生，襲封奉恩將軍，官至二等侍衛、資政院議員。
- 母：馬佳氏，佐領恩啟之女，慶恕嫡妻。

### 兄弟
清祜排行第一，有一弟。
- 清蔭（1896年—？年），嫡馬佳氏所生，廕生，額外筆帖式。娶他塔喇氏，瑞林之女。

### 妻室
- 嫡妻：特莫忒沁氏，恒謙之女。

### 子嗣
清祜育有二子。
- 金楹（1917年—？年），嫡特莫忒沁氏所生。
- 金樑（1920年—？年），嫡特莫忒沁氏所生。